# Tutto in una notte - Live Kom 015
Tutto in una notte - Live Kom 015 è un cofanetto del cantautore italiano Vasco Rossi, pubblicato il 18 marzo 2016 dalla Universal.

## Descrizione
Il concerto è stato registrato il 3 luglio 2015 allo Stadio San Paolo di Napoli durante il tour Vasco Live Kom '015, volto a promuovere l'album Sono innocente. Il concerto è stato proiettato in 280 sale italiane dal 14 al 16 marzo.

## Tracce
CD 1
1. Sono innocente ma... – 3:48
2. Duro incontro – 3:38
3. Deviazioni – 3:47
4. L'uomo più semplice – 4:24
5. Dannate nuvole – 4:29
6. Quanti anni hai – 4:05
7. Siamo soli – 4:00
8. Credi davvero – 4:28
9. Guai – 4:11
10. Il blues della chitarra sola – 3:04
11. Manifesto futurista della nuova umanità – 4:53
12. Nessun pericolo... per te – 3:39
13. E... – 2:29
14. L'una per te – 2:13
15. La noia – 2:33
16. Quante volte – 4:09

CD 2
1. ...Stupendo – 7:39
2. C'è chi dice no – 5:05
3. Sballi ravvicinati del terzo tipo – 4:35
4. Rewind – 4:40
5. Vivere – 5:37
6. Come vorrei – 4:18
7. Gli angeli – 6:56
8. Medley – 2:44
9. Sally – 5:02
10. Siamo solo noi – 4:58
11. Vita spericolata – 3:35
12. Canzone – 1:48
13. Albachiara – 7:13

## Classifiche

### Classifiche settimanali
| Classifica (2016) | Posizione massima |
| ----------------- | ----------------- |
| Italia            | 1                 |
| Svizzera          | 19                |

### Classifiche di fine anno
| Classifica (2016) | Posizione |
| ----------------- | --------- |
| Italia            | 19        |